# Ячейка Керра

Схема устройства ячейки Керра

Яче́йка Ке́рра — устройство, основанное на эффекте Керра — явлении возникновения под действием электрического поля в оптически изотропных средах двойного лучепреломления.
Отличается высоким быстродействием ({\displaystyle 10^{-8}} секунды).
В ячейке используют вещество с большой керроевской нелинейностью (например CS2 — сероуглерод или нитробензол), помещённое между обкладками конденсатора. Направление распространение света перпендикулярно вектору напряжённости электрического поля.
Применяется для высокоскоростной модуляции светового пучка по интенсивности.

## Устройство

Схема установки для наблюдения и измерения эффекта Керра. Выходящий из ячейки Керра пучок света, исходно плоскополяризованный, при наложении электрического напряжения пучок становится эллиптически поляризованным. При прохождении эллиптически поляризованного пучка через второй поляризатор, называемый анализатором, его интенсивность изменяется, изменение интенсивности регистрируется фотоприёмником.

Ячейка Керра (см. рисунок) состоит из кюветы (A) с прозрачными плоскими торцами, заполненной нитробензолом (B), на боковых стенках имеет два электрода (C и D), на которые подаётся модулирующее напряжение. При этом в жидкости возникает электрическое поле, направленное перпендикулярно направлению распространения светового пучка. Электрическое поле вызывает в жидкости эффект двойного лучепреломления, вызывающий изменение поляризационных свойств светового пучка, с помощью поляризаторов преобразуемое в изменение его интенсивности.

## Использование
- Тагефон